# Jeune Europe
Pour l’article homonyme, voir Giovine Europa pour l'association fondée par Giuseppe Mazzini en 1834.
Jeune Europe est un mouvement d'extrême droite nationaliste-européen international actif de 1962 à 1969, fondé par le Belge Jean Thiriart. Il est le précurseur du nationalisme révolutionnaire européen contemporain, en ce sens qu'il est l'un des premiers mouvements à considérer le fait national à l'échelle continentale. Le mouvement considère que les États-nations européens appartenaient à une époque révolue et devaient être transcendés en une nation européenne de type unitaire : la Nation-Europe. Il publie les revues Jeune Europe et La Nation européenne.
Jeune Europe demeure l'unique tentative de créer un parti européen structuré de manière unitaire[réf. nécessaire]. L'emblème de Jeune Europe est la croix celtique.

## Histoire

### Les origines: nationalisme belge et poujadisme

Les signataires de la conférence de Venise le 4 mars 1962 sont de gauche à droite : Jean Thiriart de Jeune Europe, Adolf von Thadden du Parti impérial allemand, Oswald Mosley de l’Union Movement, un inconnu, Giovanni Lanfre du Mouvement social italien.

Le mouvement a beaucoup évolué au cours de sa courte histoire. L'embryon de départ est le CADBA, le Comité d’action et de défense des Belges d’Afrique, constitué le 8 juillet 1960, en pleine crise congolaise. Parmi ses fondateurs, on trouve Auguste Minet, Jean Thiriart, oculiste, et Paul Georges Teichmann, médecin. Celui-ci quittera plus tard le mouvement, mécontent de son évolution « révolutionnaire ». Le CADBA est essentiellement un groupe activiste de soutien au « loyal et légal gouvernement Katangais ». Pourtant, dans certains articles publiés sous le pseudonyme de Thucydide dans ses publications Belgique-Afrique et Nation Belgique, des arguments en faveur d'une « Europe de Narvik au Cap » commencent à voir le jour.

### Le MAC
En septembre 1960, le CADBA se mue en Mouvement d’action civique. Il s'agit d'employer une stratégie de type poujadiste pour « fédérer toutes les associations vraiment civiques ». 

### Jeune Europe: l'activisme européen
Le 1er septembre 1961, Thiriart publie le Manifeste à la nation européenne. Même si le mouvement est encore très « marqué à droite », notamment par un anticommunisme virulent, il se concentre désormais sur des objectifs européens : « une Europe unitaire, puissante, communautaire en réaction — et en dehors — contre le bloc soviétique et le bloc des États-Unis ». 
Le mouvement va soutenir activement l'OAS. L'idée est de se servir d'une Algérie française comme d'un poumon extérieur, un « Piémont », qui pourrait constituer un appui pour une future révolution européenne. 
L'activisme se fait encore sous le nom du MAC jusqu'en janvier 1963, quand le journal Nation Belgique prend le nom de Jeune Europe.

### 1964: apogée du mouvement
L'année commence par la grève des médecins belges. Le fait que plusieurs médecins soient membres de la direction de Jeune Europe profite au mouvement. En juin 1964 paraît le livre de Jean Thiriart : Un empire de 400 millions d'hommes. Son journal, qui tire normalement à 10 000 exemplaires, va passer à 30 000 à l'occasion des élections communales.

### 1965-1969: la maturité du mouvement et son échec final
Les préoccupations doctrinales prennent désormais le pas sur l'activisme militant. On crée une école de cadres. Son programme est composé de deux cycles. Les cycles comprennent des cours de formation politique (théorie politique, philosophie, économie, etc.), pratique (agitation, propagande, presse) et physique (marches, bivouac). Deux camps de formation ont lieu: un en 1966 à Torices (Espagne) et l'autre en 1967 en Calabre. 

#### Une nouvelle revue de grande envergure:La Nation européenne
En 1966, la presse du mouvement se dote, à côté de l'hebdomadaire Jeune Europe et de la revue doctrinale L'Europe communautaire, d'un nouveau mensuel, La Nation européenne, dirigée par le Français Gérard Bordes. La revue, tirant à environ 10 000 exemplaires, va avoir un écho retentissant en s'efforçant de maintenir une ligne de haute qualité technique et éditoriale. 
Le succès de la nouvelle revue est tel que l’équipe dirigeante, rassemblée autour de Thiriart, abandonne la publication de L’Europe communautaire et de Jeune Europe pour se consacrer exclusivement à La Nation européenne. Son comité de rédaction est européen, avec des collaborateurs français, belges, italiens, suisses, allemands, portugais, néerlandais, britanniques, espagnols, et des correspondants en Algérie, en Argentine, au Brésil et en Égypte.
La Nation européenne s'ouvre aussi à des plumes extérieures au mouvement: le député français Francis Palmero, Selim Ei-Yafi, ambassadeur de Syrie à Bruxelles, l'écrivain Pierre Lance, Hervé Lavenir. La nouvelle revue, porte-drapeau de la ligne de plus en plus tiers-mondiste du mouvement, va publier des entretiens exclusifs avec des personnalités comme Juan Peron, alors en exil en Espagne et qui déclare « partager toutes les idées de Jeune Europe », Ahmed Choukairy, fondateur et président de l'OLP, qui donne sa « bénédiction à Jeune Europe », Tran Hoai Nam, chef de la mission du Vietcong à Alger,  Cherif Belkacem, coordinateur du secrétariat exécutif du FLN algérien, le philosophe algérien Malek Bennabi, ou avec le leader des Black Panthers américain Stokely Carmichael, sous le titre « We want black power! ».  La revue s'ouvre même à l'extrême-gauche maoïste, comme avec Gérard Bulliard, dirigeant du Parti communiste de Suisse, qui accorde un long entretien à La Nation européenne.
À partir de février 1967, la section italienne, qui concentre à elle seule les deux tiers des effectifs européens de l’organisation, publie une version italienne de la revue, intitulée La Nazione europea. Ses principaux collaborateurs sont Claudio Mutti, Pino Balzano et Claudio Orsi .

#### Pour une «Quadricontinentale»: Europe et Tiers-monde
L'évolution de la ligne du mouvement transparaît nettement dans la nouvelle revue La Nation européenne. On a l'impression que l'anti-américanisme a remplacé peu à peu l'anticommunisme dans l'idéologie de Jeune Europe. Thiriart parle désormais de lutte quadricontinentale: ce terme est construit explicitement à partir de celui de Tricontinentale, consacré par la Conférence de Solidarité avec les Peuples d'Asie, d'Afrique et d'Amérique Latine, organisée en 1966 à la Havane par le régime cubain. Pour Thiriart, l'Europe doit se joindre à la Tricontinentale en formant une alliance quadricontinentale (Europe et Tiers-monde) contre l'impérialisme américain: pour lui, l'Europe est désormais une colonie américaine, qui doit se débarrasser de son colonisateur en même temps que les nations du Tiers-monde.    
Jeune Europe essaie donc de se chercher des alliés chez les « peuples opprimés par l'impérialisme américain ». Le mouvement prend nettement position en faveur de la cause palestinienne, et même du Nord Vietnam. Un de ses membres, Roger Coudroy, qui s'était enrôlé dans la résistance palestinienne, fut le premier Européen à mourir dans un combat entre celle-ci et l'armée israélienne.  

#### Les «Brigades européennes»: libérer l'Europe grâce au Tiers-monde?
Thiriart envisage sérieusement l’hypothèse d'une insurrection armée anti-américaine en Europe. Il pense donc constituer des « Brigades européennes », un appareil politico-militaire, qu'il verrait s'entraîner et s'appuyer sur un poumon extérieur. C'est dans cet esprit que, en été 1966 et par l'intermédiaire de Chaucescu, Thiriart rencontre Zhou Enlaï à Bucarest, pendant que d'autre cadres visitent la Bulgarie, la Yougoslavie et la Roumanie. Les retombées directes seront nulles, car les Chinois ne croient pas à la lutte armée en Europe. En revanche, les retombées politiques sont énormes pour Jeune Europe. Désormais, le tiers-mondisme de Jeune Europe est mondialement reconnu et « officialisé » par la Chine maoïste.  L'organisation entretient des rapports de plus en plus réguliers avec les gouvernements nationalistes arabes (Irak, Algérie, Égypte). Des rapprochements ont lieu aussi avec l'extrême-gauche pro-chinoise, comme en Suisse ou en Italie. La section italienne du mouvement, Giovane Europa, parvient même à cosigner un tact avec le comité d'Imperia du Parti communiste d'Italie (marxiste-léniniste).  
En aout et en septembre 1968, Jean Thiriart entame sa tournée au Moyen-Orient. La tournée a été préparée par Gérard Bordes, qui a d'abord essuyé un refus de la part de l'Algérie. Thiriart est reçu par le gouvernement irakien. Puis il se rend au Caire. Il y est reçu par des membres du gouvernement, puis assiste en tant qu’observateur agréé au Congrès national de l'Union socialiste arabe. Il rencontre des dirigeants de l'OLP. Il est interviewé par de nombreux organes de presse de la région. Le projet des Brigades européennes semble prendre forme: en mariant l'argent arabe avec les compétences européennes, les volontaires européens pourraient commencer bientôt à mener des actions militaires contre Israël, puis, à l'occasion des prémisses d'une crise politique, ils seraient transférés sur un théâtre d'opération en Europe. 
Pourtant, au cours de sa tournée moyen-orientale, Thiriart a été très bien reçu, mais n'a rien obtenu de concret. Les Brigades européennes ne verront jamais le jour. Cette déception, aggravée par le manque de moyens financiers, a raison de Thiriart qui dissout le mouvement en février 1969.

### Anti-américanisme ettiers-mondisme
Pierre-André Taguieff décrit Thiriart comme le critique le plus radical et le plus cohérent de « l’Occident mercantiliste », celui des « américanolâtres » ou du « règne de l’argent » incarné par la « Carthage moderne ». De fait, La Nation européenne est devenue la tribune de l’antiaméricanisme à l'échelle mondiale. Ce que Thiriart préconise, c’est une sainte alliance tactique de toutes les forces anti-américaines. Le leader de Jeune Europe déclare que « il est d’une évidence aveuglante que la lutte anti-américaine doit s’inscrire dans le cadre d’une coalition mondiale de style "front des nationalismes" : nationalismes arabe, cubain, chinois et européen » et que « dans le cadre de cette lutte quadricontinentale, Castro, en petit, et Mao, en grand, sont actuellement des hommes qui affaiblissent les États-Unis. Ce n’est, simultanément, pas l’armée chinoise ou l’armée cubaine qui occupent Francfort ou qui souillent la Belgique, c’est l’armée des États-Unis. Nos occupants sont les américains. Les ennemis de nos ennemis ne sont pas nos amis, certes, mais ils sont nos alliés du moment ».
Pour Philippe Baillet, l'expérience Jeune Europe et Jean Thiriart incarnent la variante strictement laïque et politique de l'« autre tiers-mondisme » (ou « tiers-mondisme de droite »). S'il était convaincu de la nécessité d'une Quadricontinentale, qui aurait regroupé les révolutionnaires européens et les révolutionnaires du Tiers-monde dans une lutte commune « contre l’impérialisme américano-sioniste », son tiers-mondisme ne reposait sur rien d'autre que de la tactique, sur la seule perspective d'un « front politique », chez celui qui se voulait avant tout un « machiavélien » :

« Au sein de la Droite radicale internationale, il fut très certainement celui qui alla le plus loin dans l’affirmation  d'un tiers‑mondisme politique, mais il fut aussi celui qui se montra le plus incurieux et le plus méprisant envers les peuples et les cultures du tiers‑monde. »

— Philippe Baillet

## Structures et développement
Le mouvement a réussi à implanter des sections dans de nombreux pays européens. Les plus importantes étaient la belge et l'italienne. Il y eut des sections française, espagnole, portugaise, flamandes (en Belgique et aux Pays-Bas), allemande, autrichienne, britannique, suédoise et suisse (uniquement en Suisse romande, dirigée par Roland Gueissaz). Le mouvement est aussi présent hors d'Europe, en Afrique du Sud et au Canada.
Le bureau central était à Bruxelles. Le mouvement était structuré en divers échelons, avec à chaque niveau un chef et 5 bureaux (éducation politique, administration, propagande, action, information). Il existait un centre de formation de cadres, L'Europe communautaire.
Le mouvement compte à son apogée 5 000 militants. Les deux tiers appartiennent à la section italienne. En France, le mouvement a toujours eu de la peine à s'implanter, notamment à cause de la répression du pouvoir gaulliste qui ne lui pardonne pas son soutien actif à l’OAS. La section française ne comptera jamais plus de 200 adhérents.
Il reçoit le financement de l'Estado Novo et de l'Union minière du Haut Katanga.

## Postérité

### Les années 1970 en Europe
D'anciens militants ont fondé d'autres organisations comme l'Organisation Lutte du Peuple en France, Lotta di Popolo en Italie, ou la National-Revolutionäre Aufbau-Organisation (NRAO) en Allemagne, tandis que d'autres ont rejoint des mouvements déjà existants.  
En 1969, Nicolas Tandler et d'autres anciens du mouvement dissous Occident fondent le groupe Pour une Jeune Europe. Le groupe participe à la fondation d'Ordre nouveau en tant que fraction, puis quitte le regroupement en 1970, déçu par la « dérive droitière d'Ordre Nouveau »,. Le groupe apportera son soutien à des militants d'extrême gauche emprisonnés. Il prendra même part, aux côtés des mouvements maoïstes et trotskistes, à la contre-manifestation organisée contre le meeting d'Ordre Nouveau le 6 mars 1970 au Palais des Sports. Sur le plan doctrinal, le mouvement a gardé l'héritage national-européen, antiaméricain et antisioniste de Jeune Europe, mais s'est aussi réclamé d'un « socialisme européen » et d'un racialisme totalement absent chez Thiriart. Il a publié une revue, Jeune Europe hebdo. Il se dissout en 1971. La plupart de ses membres rejoignent l'Organisation Lutte du Peuple.
En 1972, Yves Bataille, qui a quitté Ordre nouveau, fonde l'Organisation Lutte du Peuple, prenant pour modèle l'organisation Lotta di Popolo italienne, qui se réclame à la fois de Thiriart et de Mao Zedong, de Nietzsche et de Che Guevara. Le groupe se veut encore plus radicalement révolutionnaire que les précédents. Il se proclame « national-communiste ». Mais son existence se révélera éphémère. Yves Bataille rejoint ensuite le CDPU (Centre de documentation politique et universitaire), et continuera encore longtemps de tenter d'infléchir les mouvements nationalistes-révolutionnaires vers un « national-communisme ». Contrairement à la plupart des anciens militants qui rejoindront le Mouvement nationaliste révolutionnaire (MNR) fondé en 1979 par Jean-Gilles Malliarakis, il rejoindra étonnamment L'Œuvre française. Plus tard, au début des guerres de Yougoslavie, il part s'installer en Serbie, pays dont il a épousé la cause.

### Devenir des anciens membres
Thiriart concevait Jeune Europe comme une école de cadres. Ainsi, nombre de ses anciens membres ont poursuivi une carrière, soit en politique, soit dans les arts et lettres, soit dans d'autres domaines. Parmi les plus connus, on peut mentionner l'éditeur et essayiste Claudio Mutti, Claudio Orsi, l'historien médiéviste Franco Cardini, le député européen Mario Borghezio, Ugo Gaudenzi (directeur du quotidien Rinascita), le Français Yves Bataille et l'écrivain et poète Pierre Gripari. Gilles Munier, correspondant à Alger de La Nation européenne, continue à servir les causes arabes, et anime jusqu'à aujourd'hui les Amitiés franco-irakiennes. Il a eu son heure de célébrité en octobre 1990, lors de la première guerre du Golfe, lorsqu'il parvient à obtenir la libération de neuf otages français.
En Belgique, Jean-Claude Madoni rejoint l'organisation trotskiste Lutte ouvrière, Francis Thill adhère au Parti socialiste.

### L'évolution singulières de certains anciens membre italiens
Après la dissolution de Jeune Europe en 1969, certains de ses membres italiens rejoignirent des organisations d'extrême gauche de ce pays, dont Potere Operaio et les Brigades rouges. Claudio Mutti a passé par Potere Operaio, avant de rejoindre sa famille politique d'origine. Claudio Orsi va fonder les Centres d'études et d'application de la pensée Mao Zedong, ainsi que l'association Italie-Chine. Pino Balzano devient rédacteur de Lotta continua. Quant à Renato Curcio, dirigeant historique et emblématique des Brigades Rouges, il fut découvert bien plus tard qu'il avait milité à Jeune Europe au moins jusqu'en 1967, et que précédemment il avait été responsable du groupe d'Albenga de Giovane Nazione (organisation de jeunesse du Mouvement Social Italien). 

### Nouvelles tentatives de créer un «Parti européen» dans les années 1990
L'idée de créer un « Parti historique » européen unifié sera reprise dans les années 1990 par Nouvelle Résistance. Ce mouvement, dirigé par Christian Bouchet, se référera d'ailleurs explicitement à Thiriart, notamment en rééditant ses livres et ses brochures, mais aussi en le sortant de sa retraite et en l'invitant à participer en personne à ses activités, comme à un congrès en Russie en 1992, organisé en collaboration avec Alexandre Douguine. Sous l'impulsion de Christian Bouchet, Nouvelle Résistance a tenté de regrouper les différents mouvements nationalistes-révolutionnaires d'Europe dans un Front européen de libération. Il s'agissait toutefois d'une alliance de groupes et de partis ayant chacun leur propre structure, programme et mode de fonctionnement, et non d'un parti de type unitaire comme l'avait été Jeune Europe.
En Belgique, le Parti communautaire national-européen (PCN) de Luc Michel, fondé en 1984, a tenté avec encore moins de succès de réitérer l'expérience Jeune Europe. Il était toutefois parvenu à créer une section française et même une section suisse en 1998, en regroupant d'anciens membres des sections suisse et française de Nouvelle Résistance. Le PCN n'existerait actuellement plus que sur le papier.